# Camporredondo (Valladolid)
Camporredondo es un municipio y localidad española de la provincia de Valladolid, en la comunidad autónoma de Castilla y León. Se encuentra en la comarca de Tierra de Pinares. Estuvo adscrito al partido judicial de Olmedo hasta su desaparición, dependiendo en la actualidad del partido judicial n.º 1 de la provincia, con sede en la capital.

## Geografía
Camporredondo está en plena meseta castellana, en el valle del arroyo Masegar rodeado de cerros y páramos de pinares, entre los ríos Duratón, Cega y Duero, pero sin ser regado por ninguno de ellos. Su altitud es de 799 metros sobre el nivel del mar.
Se encuentra a escasos dos kilómetros y medio de la autovía A-601 (Valladolid-Segovia), entre las localidades de Portillo (a 9,4 km) y Santiago del Arroyo (a 6,5 km), sobre un desvío hacia Montemayor de Pililla (a 6,5 km). Dista 37 km de su capital (Valladolid), y 86 de la de Segovia.

## Geografía humana

### Demografía
Cuenta con una población de 147 habitantes (INE 2024).

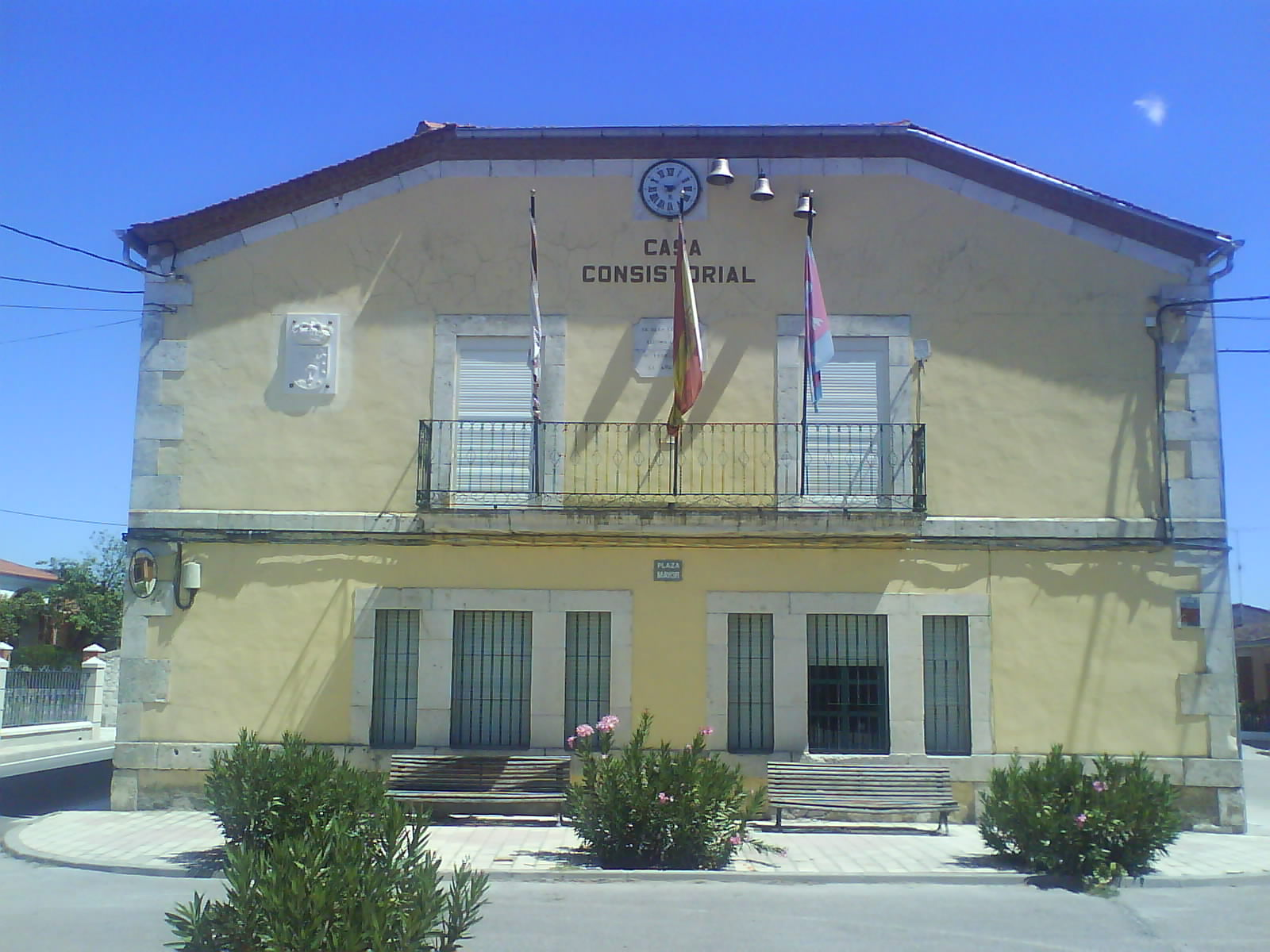
Fachada de la casa consistorial, en la plaza Mayor

| Gráfica de evolución demográfica de Camporredondo entre 1842 y 2021                                                                                                |
| |
| Población de derecho según los censos de población del INE Población de hecho según los censos de población del INEEn este censo se denominaba Campo Redondo: 1842 |

### Economía
La economía de la población es tradicionalmente agraria, basada desde antiguo en el cultivo de cereales. Sin embargo, en los últimos tiempos van cobrando mayor importancia otros dos cultivos: la patata y el ajo.
También hay una superficie significativa de pinar explotable forestalmente en el municipio.
Existen varias concesiones mineras para la extracción de turba, pero la mayoría no se encuentran en explotación.

## Símbolos
Los símbolos del municipio fueron aprobados por resolución del Ayuntamiento el 19 de julio de 2005:
- Escudo heráldico: escudo de gules, un pino arrancado de plata, surmontado de planta de rubia a la diestra y haz de tres espigas a la siniestra, puestas en faja y ambas de oro. Bordura de azur, con doce estrellas de cinco puntas de plata. Al timbre, corona real cerrada.
- Bandera municipal: bandera rectangular, de proporciones 2:3, formada por un paño rojo, con dos pinos arrancados blancos puestos en faja. Con una bordura en proporción de 1/7 del largo de la bandera, de color azul, cargada con doce estrellas blancas de cinco puntas, cinco en la parte superior e inferior, una al asta y otra al batiente.

## Cultura

### Patrimonio

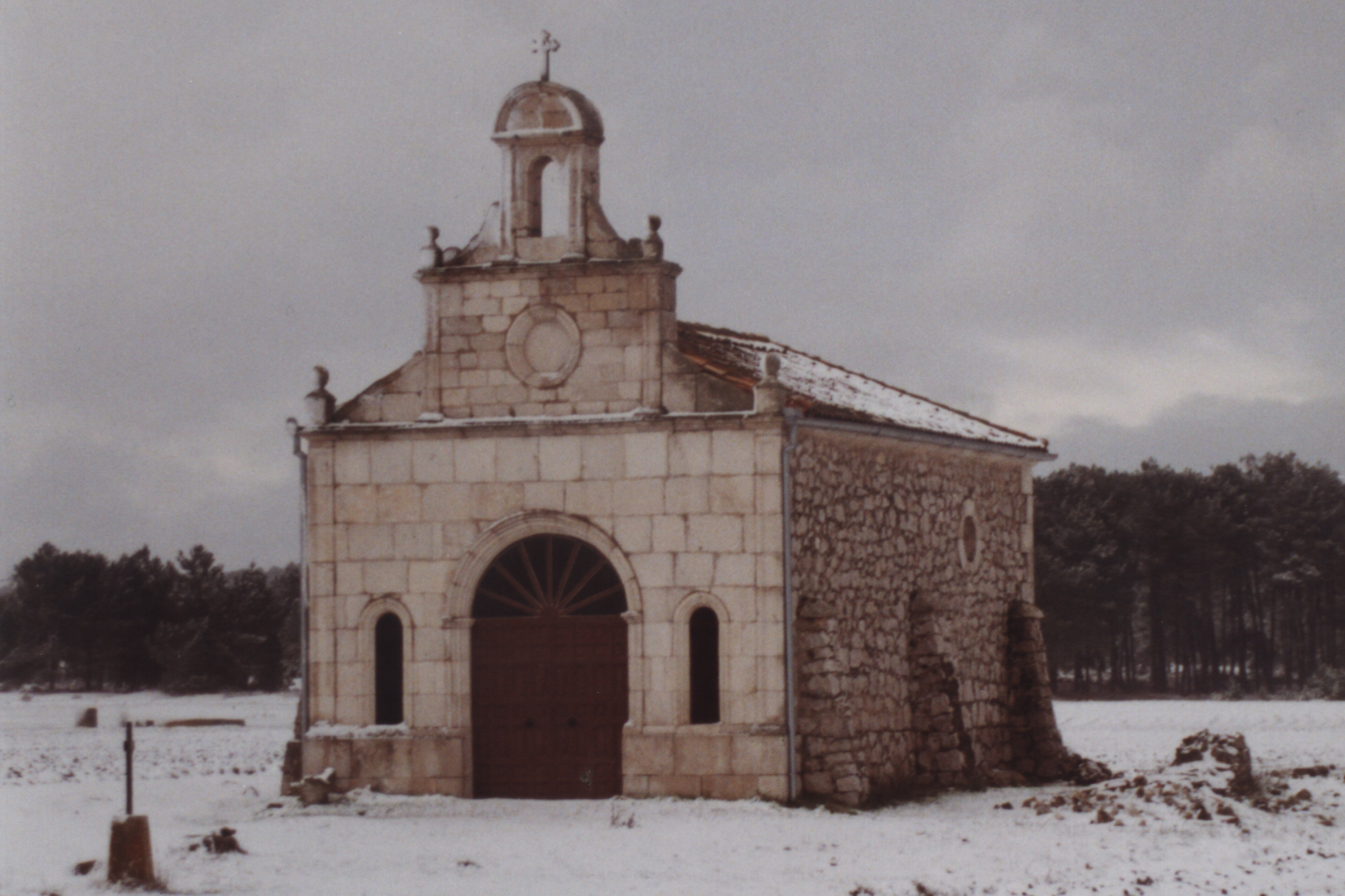
La ermita, en un entorno nevado

Se piensa en la existencia de una antigua necrópolis en el municipio, por la aparición de varios hallazgos arqueológicos durante obras realizadas en los accesos al pueblo. Se presume la existencia de un antiguo castro en el denominado «pago de la Rosa».
La iglesia parroquial está adscrita eclesiásticamente al arciprestazgo de Tudela-Portillo (vicaría de la Zona Duero, Arzobispado de Valladolid) y está consagrada a Nuestra Señora de La Asunción. Data del siglo XIII, aunque reformada en tiempos posteriores. La construcción gótica es de una sola nave, entre contrafuertes, cubierta con una bóveda de cañón reforzada con fajones en el extremo del altar mayor y con crucería en la propia nave. Puerta gótica de arquivoltas apuntadas situada en el lado de la Epístola. En el interior se conservan:
- Dos tallas (San Juan y María Magdalena).
- Un crucifijo de plata del siglo XVIII, con pie de fines del siglo XV.
- Dos incensarios (uno de ellos en forma de naveta).

Las tres últimas piezas (crucifijo e incensarios) son obra del platero Pedro de Ribadeo.
La ermita del Cristo del Amparo es una construcción contemporánea (mediados del siglo XX), edificada sobre los cimientos de otra anterior. En su interior se conserva un Cristo gótico del siglo XIV.
Además de los dos edificios anteriores, lo más relevante del municipio en el plano turístico es el museo de la vida rural «La Perdiz», en el que se muestra, en una única sala, a través de diversos aperos agrícolas y ganaderos, como era la vida rural en épocas pasadas.

### Fiestas
Las fiestas principales se celebran por Nuestra Señora de La Asunción, del 14 al 16 de agosto.
El santo patrón de la localidad es San Isidro Labrador, que se celebra el 15 de mayo.

### Deporte

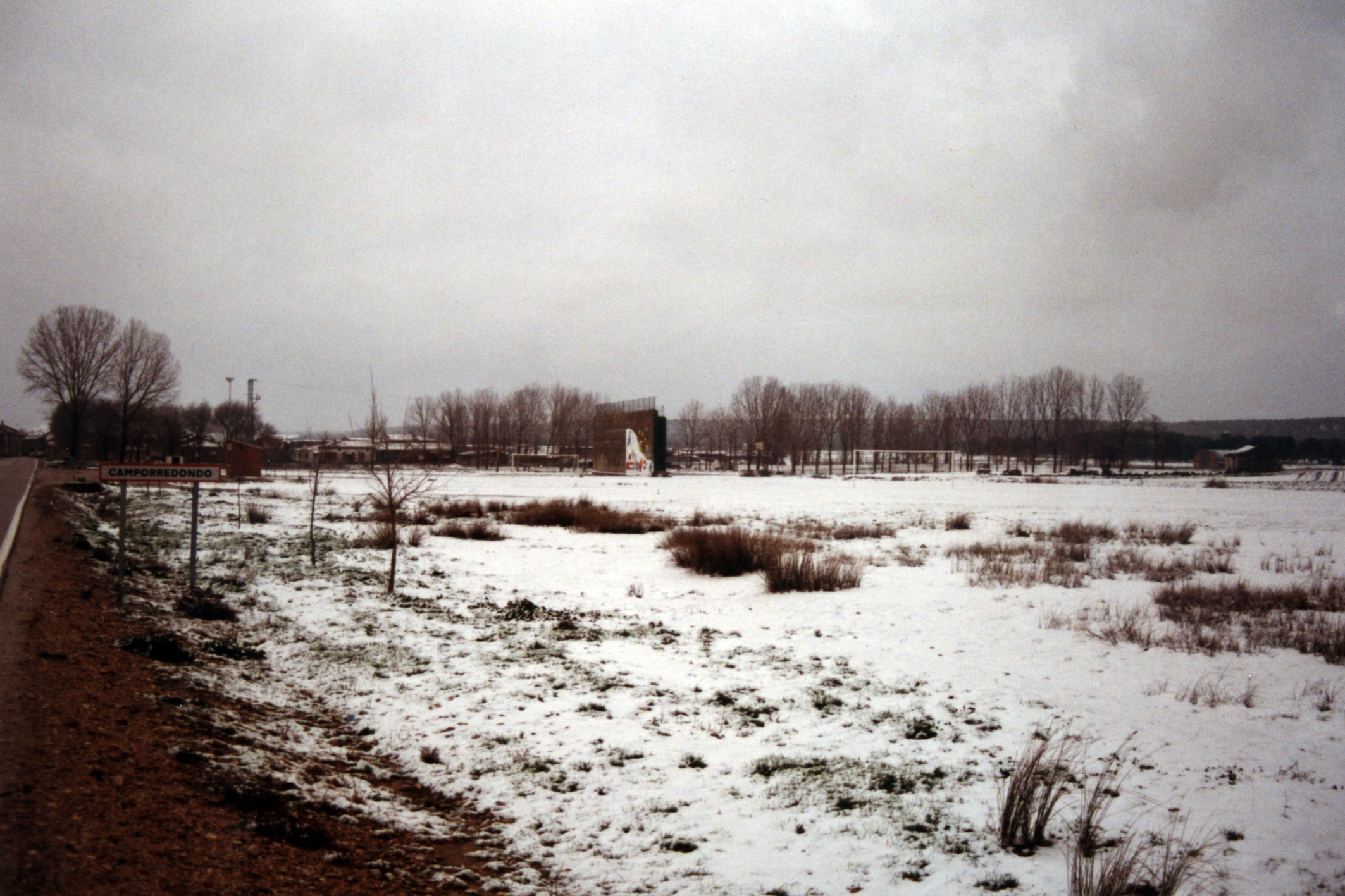
Otra vista nevada de Camporredondo, en la que puede verse el frontón municipal

Camporredondo dispone del frontón municipal Luis Hernández Melgar, construido en hormigón poroso y de unas dimensiones de 35×12 metros, se dedica fundamentalmente a la práctica del frontenis. Está decorado en la parte exterior con dos murales: uno con las banderas de la Unión Europea y otro por el respeto al medio ambiente.
Además cuenta con un campo de fútbol al aire libre y con dos parques, uno público recientemente reparado, y otro privado que un vecino ha cedido a los niños de la localidad.
En Camporredondo, por su privilegiada posición en pleno valle rodeado de pinares, cuestas, cerros y páramos; se han celebrado varios campeonatos de senderismo y orientación.